# Лінія Густава

Карта оборонних рубежів Зимової лінії (на схемі лінія Густава виділена пунктирним темно-синім кольором з блакитною підсвіткою)

Лі́нія Гу́става (нім. Gustav-Linie) — основна оборонна лінія у системі німецьких фортифікаційних споруд під загальною назвою Зимова лінія в Центральній Італії в роки Другої світової війни.
Основу оборонної лінії Густава створювала система фортифікаційних споруд, побудована навкіл стародавнього монастиря Монте-Кассіно, який розташовувався поблизу міста Кассіно та мав неперевершено пануючу над полониною Лірі позицію. Укріплення навколо монастиря створювали для оборонців відмінні можливості протистояти військам союзників, які просувалися з південного напрямку.
На «Лінії Густава» мали місце такі битви, як бої за Монте-Кассіно та битва за Анціо.

## Відео
- The fall of the Gustav Line [Архівовано 10 жовтня 2016 у Wayback Machine.]
- Anzio and the Gustav Line [Архівовано 23 вересня 2016 у Wayback Machine.]